# 亞捷隆大學
亞捷隆大學（波蘭語：Uniwersytet Jagielloński）是位於波蘭克拉科夫的研究型大學，為波蘭第一所大學，由卡齐米日三世創建於1364年，並在1400年由雅蓋沃國王復興。
這所學校在歷史上曾使用克拉科夫學院（Akademia Krakowska）、王家大學校（Szkoła Główna Koronna）、克拉科夫大學校（Szkoła Główna Krakowska）、克拉科夫大學（Uniwersytet Krakowski）等名稱，至1817年改以奠定其發展基礎的亞捷隆王朝命名至今。
亞捷隆大學各學院分散座落於市區，其中的克拉科夫大學院（Collegium Maius）是全波蘭最古老的大學建築，現已成為博物館。

## 历史

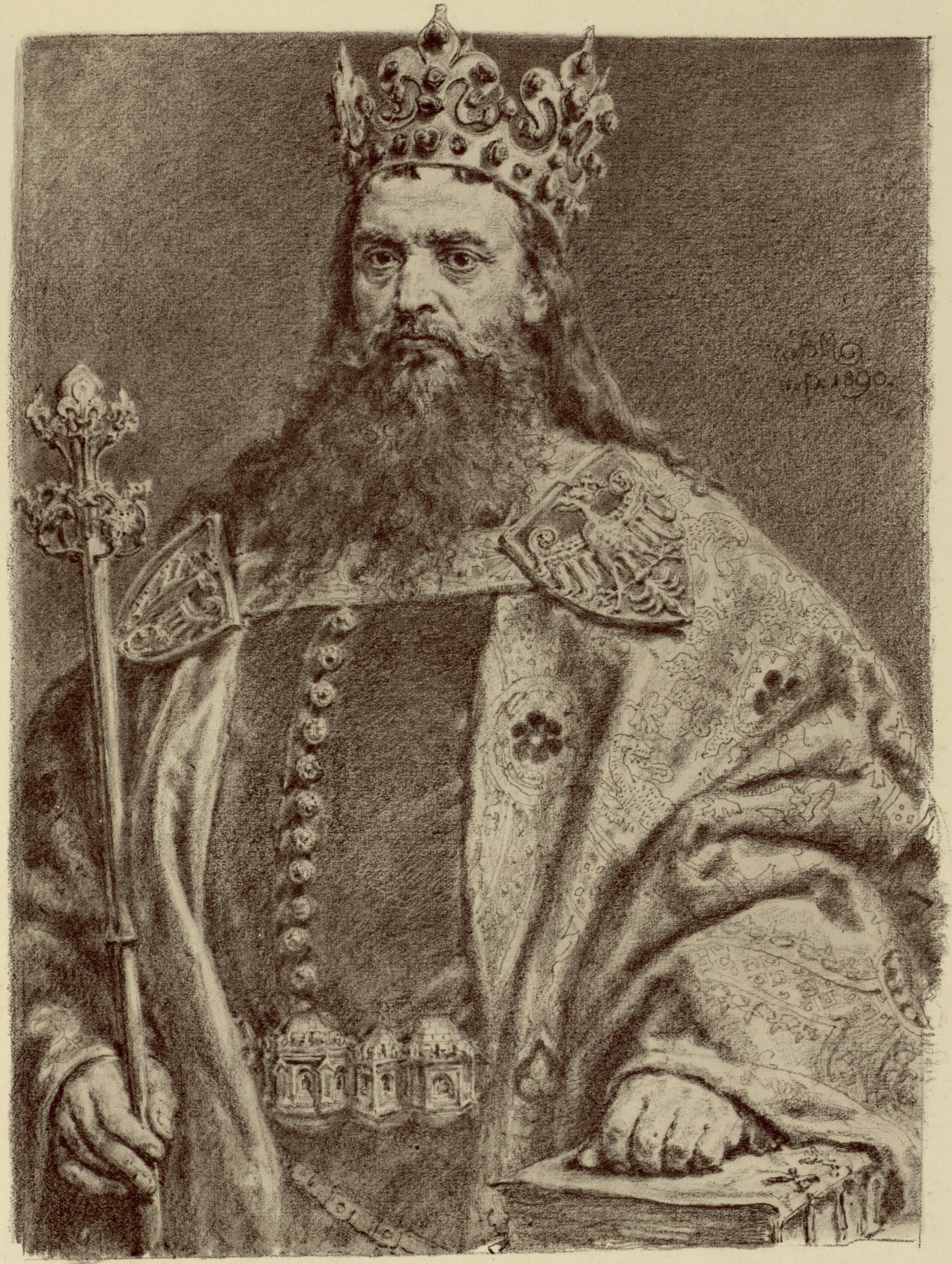
卡齐米日三世

西元1364年，波蘭國王卡齊米日三世在當時首都的克拉科夫創建克拉科夫學院，當時設於今日的卡齊米日區。學院建立初期有個頗令人頭痛的問題：當卡齊米日向羅馬教庭申請學院的成立許可時，在神圣罗马帝国的布拉格，布拉格大学已经建立。克拉科夫成立學院，不但和布拉格搶學生，對羅馬人來說，面子上也有失光彩。教皇乌尔班五世提出解決之道：克拉科夫可以有學院，但禁止成立神學部門。在這樣的限制下，克拉科夫學院得不到發展空間，同時，更因戰亂而陷入衰敗。雅德维加女王即位后，利用她在各国王室的影响力取得了成立神學院的許可。雅德维加去世後，其夫雅蓋沃國王依其遺囑，將其財產捐給學院，並在1400年將學院遷移至位於克拉科夫老城的現址。而現今，約80萬人口的克拉科夫市擁有著近20萬的大學生，以及23所高等院校，為名副其實的大學城。
雅盖隆大学图书馆建于1364年，现有藏书650万部，是波兰最大的图书馆之一。藏有大量中世纪手稿，其中包括哥白尼《天体运行论》的原稿。1932年后它成为了波兰的法定送存图书馆之一，因此有权获取在波兰出版的任意书籍。
2000年，雅盖隆大学在城郊修建了一座新校园，称为“大学复兴六百年纪念校园”。

## 学术
波兰加入欧盟后，雅盖隆大学获得了大量资金，设立了新的院系和研究中心。
雅盖隆大学现在是欧洲大学协会、欧洲大学联盟、乌德勒支网络和科英布拉集团的成员。

## 名人
- 伊沃·安德里奇：南斯拉夫（波赫）諾貝爾文學獎得主。
- 維斯拉瓦·辛波絲卡：波蘭諾貝爾文學獎得主。
- 尼古拉·哥白尼：波蘭天文學家。
- 約翰三世：波蘭國王。
- 瓦茨瓦夫·謝爾賓斯基：波蘭數學家。
- 卡爾·門格爾：奧地利經濟學家。
- 布朗尼斯勞·馬凌諾斯基：波蘭人類學家。
- 約瑟夫·西倫凱維茲：波蘭前總理。
- 若望·保祿二世：天主教會教宗。
- 史坦尼斯勞·萊姆：波蘭作家。
- 安杰伊·杜达：现任波兰总统。

## 图集
- 医学院解剖实验室（Theatrum Anatomicum）
- 位于普列格扎维（Przegorzały）城堡内的雅盖隆大学欧洲研究中心
- 新校园
- 有1200座位的大礼堂（Auditorium Maximum）

## 外部連結
- 官方网站（簡體中文）